# Кузовлев, Анатолий Тихонович
Анато́лий Ти́хонович Кузовлев (4 ноября 1937 — 7 февраля 2021) — сельскохозяйственный деятель, Герой Социалистического Труда (1990).

## Биография
Анатолий Кузовлев родился 4 ноября 1937 года на хуторе Привольный Брюховецкого района Краснодарского края. Окончил среднюю школу и Кубанский сельскохозяйственный институт, после чего работал в различных колхозах Краснодарского края. С 1974 года Кузовлев руководил колхозом имени Калинина в Каневском районе.
За время руководства колхозом Кузовлева был внедрён ряд технических новшеств, позволяющих автоматизировать прополку сахарной свеклы, являвшейся основным растительным продуктом производства колхоза. В результате этого около 1500 гектаров посевов стало обрабатываться таким образом. Аналогичным образом было частично автоматизировано и животноводство.
Указом Президента СССР от 3 сентября 1990 года за «достижение высоких результатов в производстве и продаже государству сельскохозяйственной продукции, большой личный вклад в развитие сельского хозяйства и проявленную трудовую доблесть» Анатолий Кузовлев был удостоен высокого звания Героя Социалистического Труда с вручением ордена Ленина и медали «Серп и Молот».
В 1989―1991 годах избран Народным депутатом СССР от колхозов, объединённых Союзным советом, и членом Комитета Верховного Совета СССР по аграрным вопросам и продовольствию.
В 1992 году Кузовлев преобразовал свой колхоз в АО «Племзавод „Колос“» и руководил им вплоть до своей смерти, проживал в Каневской. Племзавод является одним из лучших предприятий российского агропромышленного комплекса.
Умер 7 февраля 2021 года.

## Награды
Заслуженный работник сельского хозяйства Российской Федерации, Герой Труда Кубани, Почётный гражданин Каневского района, Депутат Верховного Совета СССР 11-го созыва. Был также награждён двумя орденами Трудового Красного Знамени, орденом «За заслуги перед Отечеством» 4-й степени, рядом медалей, почётных грамот и дипломов.